# Sambie
Ne doit pas être confondu avec Zambie.
La Sambie (en russe : Самбия, Sambia ou Калининградский полуостров, « péninsule de Kaliningrad » ; en allemand : Samland) est une péninsule sur la côte sud-est de la mer Baltique. Elle faisait partie jusqu'en 1945 de la province de Prusse-Orientale. Aujourd'hui, elle participe de l'oblast de Kaliningrad (Russie). Elle a donné son nom aux Sambiens (en), une tribu du peuple disparu des Prussiens.

## Géographie

Carte géographique.

La péninsule, le vestige d'un plateau de la période tertiaire, s'étend sur 75 kilomètres d'est en ouest et sur 30 kilomètres du nord au sud. Son littoral commence au sud-est avec la lagune de la Vistule, suit une ligne rectiligne est-ouest jusqu'à la presqu'île de la Vistule et la ville de Baltiïsk où il s'infléchit et suit une ligne jusqu'au coin nord-ouest ; de là, la littoral septentrional s'étend jusqu'à la lagune de Courlande au nord-est, en passant l'isthme de Courlande. Sur la côte, la Sambie est faite d'un paysage de falaises au nord et à l'ouest, ainsi que des massifs dunaires au sud. La rivière Pregolia et son défluent la Deïma passant de Gvardeïsk à la lagune de Courlande près de Polessk tracent la frontière avec l'intérieur du pays au sud et à l'est.
Au nord de Kaliningrad se trouve l'aéroport Khrabrovo. La ville côtière de Iantarny est un lieu important pour son industrie d'extraction d'ambre. 

## Histoire

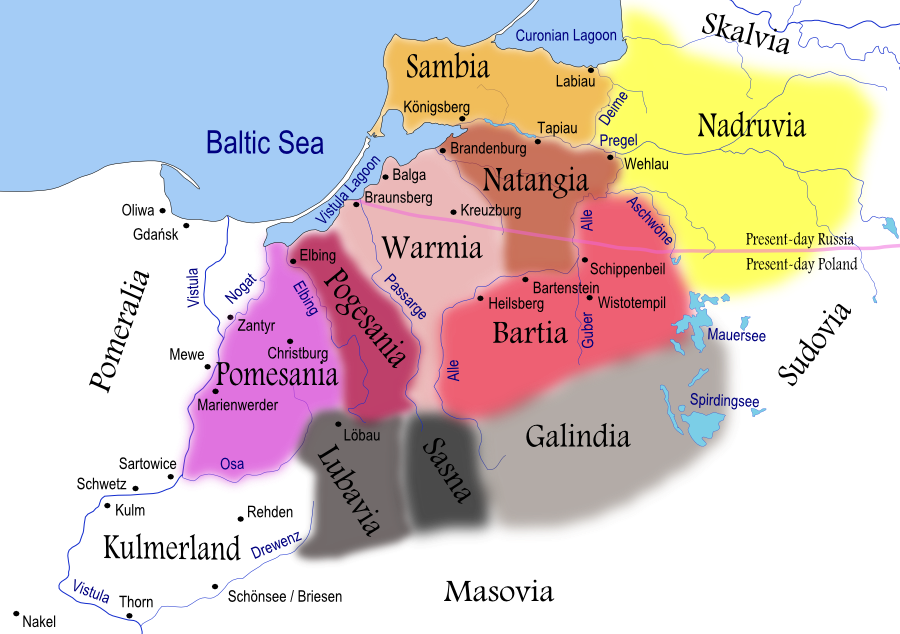
Les tribus des Prussiens au XIIIe siècle. En orange, la Sambie.

Une première mention de la péninsule, dénommée « pays de l'ambre », se trouve dans les écrits de l'historien et géographe grec Hérodote, au Ve siècle av. J.-C. Dans l'Antiquité, les tribus prussiennes la colonisent ; Tacite, dans La Germanie, mentionne le peuple balte des Aesti en tant que voisins orientaux des Goths dans le delta de la Vistule. Des découvertes archéologiques dans la région de Kaliningrad, examinées par l'Institut archéologique allemand, témoignent d'une colonisation des Vikings du Xe siècle.
Au Moyen-Âge, durant la christianisation de la Prusse au XIIIe siècle, le légat papal Guillaume de Modène divisa la région en quatre évêchés : l'archidiocèse de Warmie avec les diocèses de Pomésanie, de Sambie, et de Culm. Le siège épiscopal de l'évêché de Sambie était situé à Fischhausen (Primorsk). 
Les chevaliers de l'ordre Teutonique ont occupé le château de Balga en 1239 et, ensuite, conquièrent toute la Sambie. Au sein de l'État teutonique, les villes de Königsberg, Labiau (Polessk) et Tapiau (Gvardeïsk) sont les principales bases de leur domination. La peninsule a été l'un des derniers territoires des vieux Prussiens puis une partie intégrante de la province de Prusse-Orientale, une province du royaume de Prusse. Les villes d'Altstadt, Kneiphof et Löbenicht ont été regroupées en une seule cité, la capitale et ville de résidence nommée Königsberg, en 1724. 
Au sein du district de Königsberg, les arrondissements de Fischhausen et de Königsberg ont fusionné en 1939, devenant l'arrondissement du Samland. Depuis le XIXe siècle, la Sambie se développa en une région touristique, notamment dans les stations balnéaires de Cranz (Zelenogradsk) et Rauschen (Svetlogorsk). La croissance économique se termina vers la fin de la Seconde Guerre mondiale avec l'offensive de Prusse-Orientale qui a dévasté la région. Après la fin de la guerre, la population germanophone restante a été expulsée. La Sambie a connu un certain essor depuis la perestroïka des années 1990.